# Mr. D. Music
Mr. D. Music is een Duits platenlabel, waarop jazz wordt uitgebracht, van moderne jazz en fusion tot wereldmuziek. Ook brengt het wel hedendaagse klassieke muziek uit. Het werd in 1998 opgericht door de bassist Sascha Delbrouck.
Op het label kwam werk uit van onder meer Christoph Eidens, de groep Bonefunk van Thorsten Heitzmann, Matthias Broede, een trio met Manfred Billmann, Manfred Portugall en Stefan Werni, Delbroux Brass Society, en Christian Winninghoff.